# San Miguel Petapa
San Miguel Petapa est une ville dans le département de Guatemala qui a une population estimée à 169 054 habitants en 2012. C'est la cinquième plus grande ville du Guatemala.